# 泉北高速鉄道
泉北高速鉄道株式会社（せんぼくこうそくてつどう、英: Semboku Rapid Railway Co.,Ltd.）は、かつて大阪府内で鉄道事業と物流事業を営んでいた南海グループの企業。本社所在地は大阪府和泉市いぶき野五丁目1番1号（和泉中央駅駅ビル内）。
鉄道事業として「泉北高速鉄道線」、物流事業としてトラックターミナル「東大阪流通センター（東大阪トラックターミナル）」「北大阪流通センター（北大阪トラックターミナル）」をそれぞれ運営しており、鉄道事業者としては準大手私鉄に分類されていた。
旧社名は大阪府都市開発株式会社（おおさかふとしかいはつ、英: Osaka Prefectural Urban Development Co.,Ltd.、略称：OTK）で、大阪府などが出資する第三セクター会社であった。大阪府都市開発とそのグループ会社を合わせて「OTKグループ」と称していた。2014年7月1日に南海電気鉄道の連結子会社となり、南海グループの一員となって現在の社名に変更した（ただし鉄道事業では大阪府都市開発時代から一貫して「泉北高速鉄道」の名称が用いられていた）。
ロゴマークは泉北の「セ」、Railway（鉄道）の「R」、Velocity（高速）の「V」を組み合わせたものであり、さらにマーク全体で大阪の鳥である「モズ」を表している。
2023年12月20日に南海電気鉄道・泉北高速鉄道の両社は、2025年度早期の経営統合に向けて基本合意に達したことを発表した。2025年4月1日に南海電気鉄道が存続会社として泉北高速鉄道を吸収合併した。

## 歴史
- 1965年（昭和40年）12月24日 - 大阪府都市開発株式会社として設立。
- 1968年（昭和43年）2月15日 - 東大阪トラックターミナル開業[6]。
- 1969年（昭和44年）
  - 3月31日 - 地方鉄道法による地方鉄道免許を取得。
  - 8月13日 - 東大阪流通倉庫営業開始。
- 1971年（昭和46年）4月1日 - 泉北高速鉄道線 中百舌鳥 - 泉ヶ丘間開業。
- 1973年（昭和48年）12月7日 - 泉北高速鉄道線 泉ヶ丘 - 栂・美木多間開業。
- 1974年（昭和49年）
  - 3月1日 - 北大阪トラックターミナル開業。
  - 10月1日 - 北大阪流通倉庫営業開始。
- 1977年（昭和52年）8月20日 - 泉北高速鉄道線 栂・美木多 - 光明池間開業。
- 1988年（昭和63年）3月24日 - 鉄道事業法による第一種鉄道事業免許を取得。この後1993年（平成5年）4月まで段階的に直営化を行う。
- 1991年（平成3年）2月14日 - 光明池 - 和泉中央間の第一種鉄道事業免許を取得。
- 1993年（平成5年）4月1日 - 駅業務・技術部門を直営化。南海電気鉄道への業務委託解消。
- 1995年（平成7年）4月1日 - 泉北高速鉄道線 光明池 - 和泉中央間開業[7]。
- 2001年（平成13年）
  - 7月28日 - 本社を大阪市中央区から和泉市に移転。
  - 10月1日 - りんくう国際物流センター営業開始。
- 2005年（平成17年）2月1日 - グループ会社大阪りんくうホテル株式会社が全日空ゲートタワーホテル大阪の経営（運営は全日空ホテルズへ委託）開始。
- 2006年（平成18年）7月1日 - 泉北高速鉄道の新しいサービスとして、ポストペイ式IC乗車カード「PiTaPa」を導入。
- 2007年（平成19年）4月1日 - 泉北高速鉄道の新しいサービスとして、「PiTaPa定期券」を導入。
- 2014年（平成26年）7月1日 - 南海電気鉄道が大阪府などから株式を取得し、同社の子会社となる[8]。社名を泉北高速鉄道株式会社に変更し[9]、代表取締役社長に南海電気鉄道副社長の福田順太郎が就任[10]。
- 2015年（平成27年）
  - 4月1日 - 株式会社大阪府食品流通センターの全株式を取得[11]。
  - 12月5日 準大手私鉄では初となる有料特急「泉北ライナー」を運転開始。
- 2017年（平成29年）
  - 3月25日 - 泉北高速鉄道線各駅でプリペイド式ICカード「ICOCA」「ICOCA定期券」を発売開始[12]。
  - 4月1日 - 前照灯の終日点灯を開始（南海電気鉄道も同日から実施）。
- 2024年（令和6年）9月30日 - 南海電気鉄道株式会社を存続会社とする吸収合併（略式手続）契約につき、取締役会決議で承認される[5]。
- 2025年（令和7年）4月1日 - 南海電気鉄道に吸収合併され、法人格が消滅[4][1]。

## 事業概要

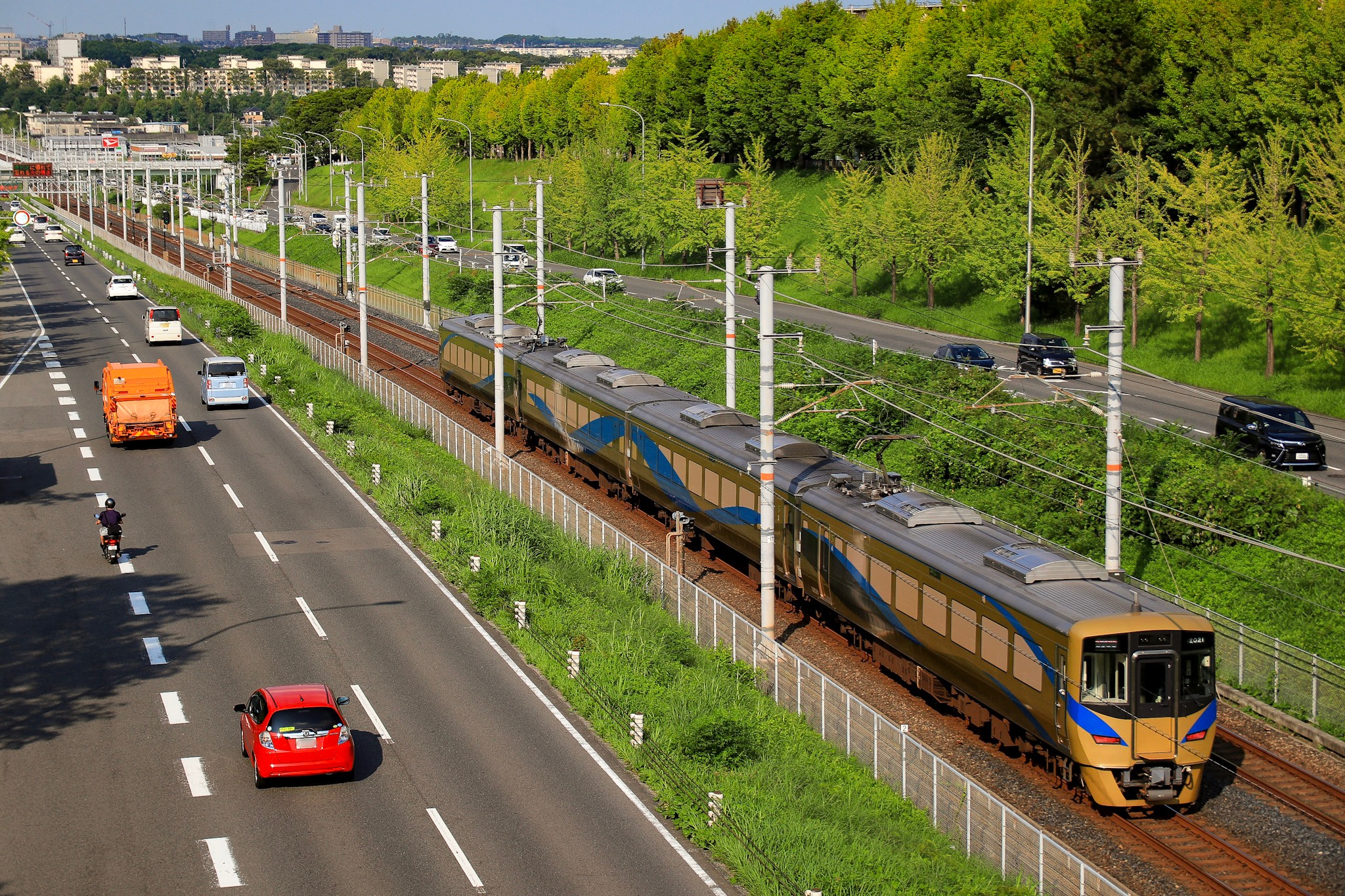
泉北高速鉄道線

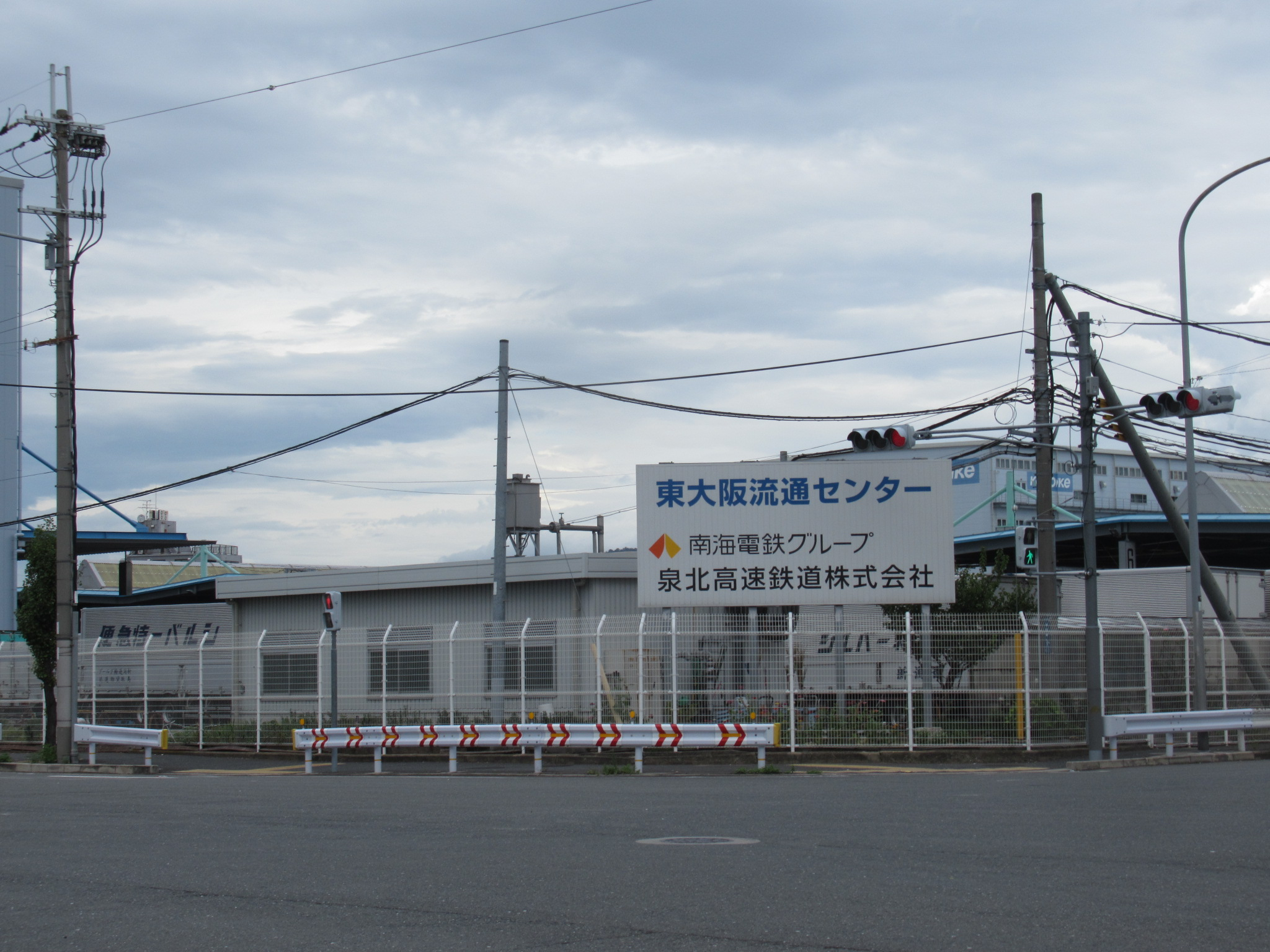
東大阪流通センター

鉄道事業は、泉北高速鉄道線として南海高野線の中百舌鳥駅から分岐して和泉中央駅までを営業している。
大阪府は泉北ニュータウンへの連絡路線建設にあたり、大阪市交通局（御堂筋線・四つ橋線・千日前線）、近畿日本鉄道（南大阪線）、日本国有鉄道（阪和線）、南海電気鉄道（高野線）の6つのルートを検討した。その結果、輸送能力に余裕があり、営業エリア上でも問題がない南海電気鉄道に新路線建設を打診することとなった。しかし南海は、1960年代後半に立て続けに大事故を起こし当時の運輸省（現：国土交通省）から厳重注意を受けていたため、新車両の購入や線路の復旧などへの投資を最優先しなければならなかった。また当時は架線電圧の600Vから1500Vへの昇圧、難波駅の改良、高野線の河内長野以南の複線化、南海本線の天下茶屋以南の高架化など複数の事業が計画されていた。そのため、多額の投資が必要で採算が当分見込めない新路線の建設にまで手が回らず、やむを得ず大阪府が、既存の第三セクター会社（当時）を活用して鉄道運営にあたることになった。
物流事業は、長距離を走る大型路線トラックと市内を走る小型集配車を中継する役目などを持つトラックターミナル、荷物の一時保管を行う流通倉庫などが併設された流通センターを下記の2箇所に有している。
- 東大阪流通センター （大阪府東大阪市本庄二丁目7番10号　他）
- 北大阪流通センター （大阪府茨木市宮島二丁目5番1号　他）

また、泉佐野市で関西国際空港発着の航空貨物との中継を行う物流拠点として設けられた、りんくう国際物流センター（RILセンター）の運営会社である空港施設にも出資していた。
2004年、りんくうタウンに所在の「全日空ゲートタワーホテル大阪」の経営会社ゲートタワーホテル株式会社の経営不振や、その親会社の第三セクター会社りんくうゲートタワービル株式会社も債務超過状態に陥ったため（2005年4月に経営会社は特別清算、親会社は会社更生法を申請）、大阪府主導で大阪府都市開発の傘下で「大阪りんくうホテル株式会社」を2004年11月29日に設立し、ゲートタワーホテル社の負債を切り離した上でりんくうホテル社へ無償で施設と一部の未収金を譲渡させ、従業員の再雇用を行い、2005年2月1日より経営を引き継いだ。

## 株式売却問題
泉北高速鉄道は、大阪府などが出資する第三セクター、大阪府都市開発株式会社として1965年に設立された。
2008年4月、当時の大阪府知事橋下徹が大阪外環状鉄道とともに大阪府都市開発の大阪府の保有する株を放出する意向を明らかにした。この動きに対し、南海電鉄が株式の取得に意欲を見せた。しかし、売却には他の株主との調整が必要な上に、大阪府都市開発は府に対して年間1億2000万円の配当を出す黒字企業であることから、府議会から異論が出ていた。
2009年4月9日、大阪府は知事の橋下徹を本部長とする戦略本部会議を設置し、大阪府都市開発の分割民営化を行う方針を固めた。しかし、2010年9月17日、府は採算性の低い鉄道事業を、収益性の高い物流事業で補う方が経営が安定すると判断し、鉄道事業と、物流事業など鉄道以外の事業を分割せず、一体のまま民営化することを決めた。
2013年6月6日、大阪府は大阪府が保有する株式一括売却の公募を発表。2013年度内に売却するスケジュールが示された。大阪府以外の株主も同一時期・同一価格で売却するとし、他株主保有分を含めた売却総額は670億円を見込んでいた。
2013年11月、アメリカ合衆国の投資ファンド、ローンスターが優先交渉権を獲得し、781億400万円で売却されることになった。
しかし、売却先が外資系企業だったということもあり、この動きについては、沿線住民から異論が出た。堺市議会では、2013年12月4日に開かれる本会議で「市民の利便性を考慮していない」という理由で、大阪府に対して株式売却の白紙撤回を求める決議を公明党、自民党など4会派が共同提案する方針を示した。また、橋下が代表を務める大阪維新の会の堺市議団もこれに同調した。
そもそも今回の問題は、株式の売却先を公募することで始まり、最終候補として南海電鉄とローンスターの2者が残った。ローンスターは株式の買い取り価格が南海電鉄よりも約60億円高かった。ローンスターは泉北高速鉄道との乗り継ぎ運賃を10円値下げし、65歳以上に対しては乗車賃を半額にするという提案をしていた。一方、南海電鉄は乗り継ぎ運賃を80円値下げする提案をしていた。仮に2013年12月時点の運賃から80円値下げされれば、難波 - 和泉中央間 (27.1km) は540円になる。ちなみに、難波 - 和泉中央間とほぼ同程度の距離である難波 - 河内長野間 (27.5km) の運賃は540円（2013年12月当時）である。
そうした中、泉北高速鉄道の沿線にキャンパスがある帝塚山学院大学、プール学院大学、桃山学院大学の3大学が、南海電鉄の他の路線と均衡の取れた運賃設定とし、通学定期券の大幅値下げの実現を求める松井一郎知事宛ての要望書を大阪府に提出する形でローンスター側への売却の動きに対する不快感を示した。3大学の学生は、通学に泉北高速鉄道を一番よく利用しているが、運賃や通学定期券の割高感に不満を訴える保護者の声が依然として根強いという。
また、大阪府がローンスターへの株式売却を正式に決定するためには、大阪府議会の議決を得なければならないが、その大阪府議会では、2015年の統一地方選挙を控えており、大阪維新の会に所属する議員からも、「沿線住民の反対を押し切ってまでローンスターへの株式の売却を強行採決するのは如何なものか。」や、「そもそも、泉州地域は南海電鉄のエリアなのだから、株式の売却は、公募ではなく、南海電鉄との随意契約でも良かったのではないか。」といった意見が出始めていた。
2013年12月5日には、堺市と同じく泉北高速鉄道の沿線自治体である和泉市でも、大阪府に向けて堺市議会と同様の趣旨の決議を出すことに市議会の各会派が同意。12月11日の市議会本会議では、「ローンスターへの売却は、鉄道事業の安定的な経営や安全輸送に危惧がある」として、交渉相手の再検討を視野に鉄道利用者の利便性向上（大幅な運賃値下げ）を求める決議案を全会一致で可決した。
大阪維新の会所属の議員が（欠員をのぞいて）過半数（55名）を占める大阪府議会では、同年12月16日の都市住宅常任委員会および本会議で、大阪府都市開発の株式売却に関する議案の採決を実施。午前中に開催の都市住宅常任委員会では、大阪維新の会から沿線地域（堺市南区）選出の密城（みつぎ）浩明府議が反対に回ったことから、この議案は反対多数で否決された。午後に開かれた本会議では、大阪維新の会所属議員のうち、密城、西恵司（堺市中区選出）、奥田康司（高石市選出）、中野雅司（大阪市住吉区選出）の4名が議案に反対。その結果、反対票53、賛成票51の反対多数で否決された。
なお、大阪府では、前述の採決前に、府議会で議案が否決された場合には再度公募を実施する意向を示していた。ただし、少なくとも1年程度の準備期間を要するうえに、今回と同等以上の条件を提案する者が再度現れるという保証はないとされていた。結局、松井は2014年2月21日開催の大阪府議会・2月定例議会で、大阪府都市開発が発行する株式を随意契約によって750億円（全株式数800万株、1株9375円、大阪府保有分367.5億円、その他の企業保有分382.5億円）で南海電鉄及び子会社・関連会社7社に売却する方針を表明し、同年5月15日に売却契約が締結され、7月にも売却される見通しとなった。その後、2014年6月6日に大阪府議会で出されていた売払いに関する議案が可決されたため、2014年7月1日にその他企業保有分を含め全株式が譲渡されることになった。これにより、同日から第三セクターでなくなるため自治体名を含まない「泉北高速鉄道株式会社」に社名を変更し、同時に南海グループの一員となった。
当社の売却益は北大阪急行線箕面萱野延伸や大阪モノレール本線南伸、なにわ筋線等の整備費用（建設補助）の財源として充当される予定になっている。

## 路線

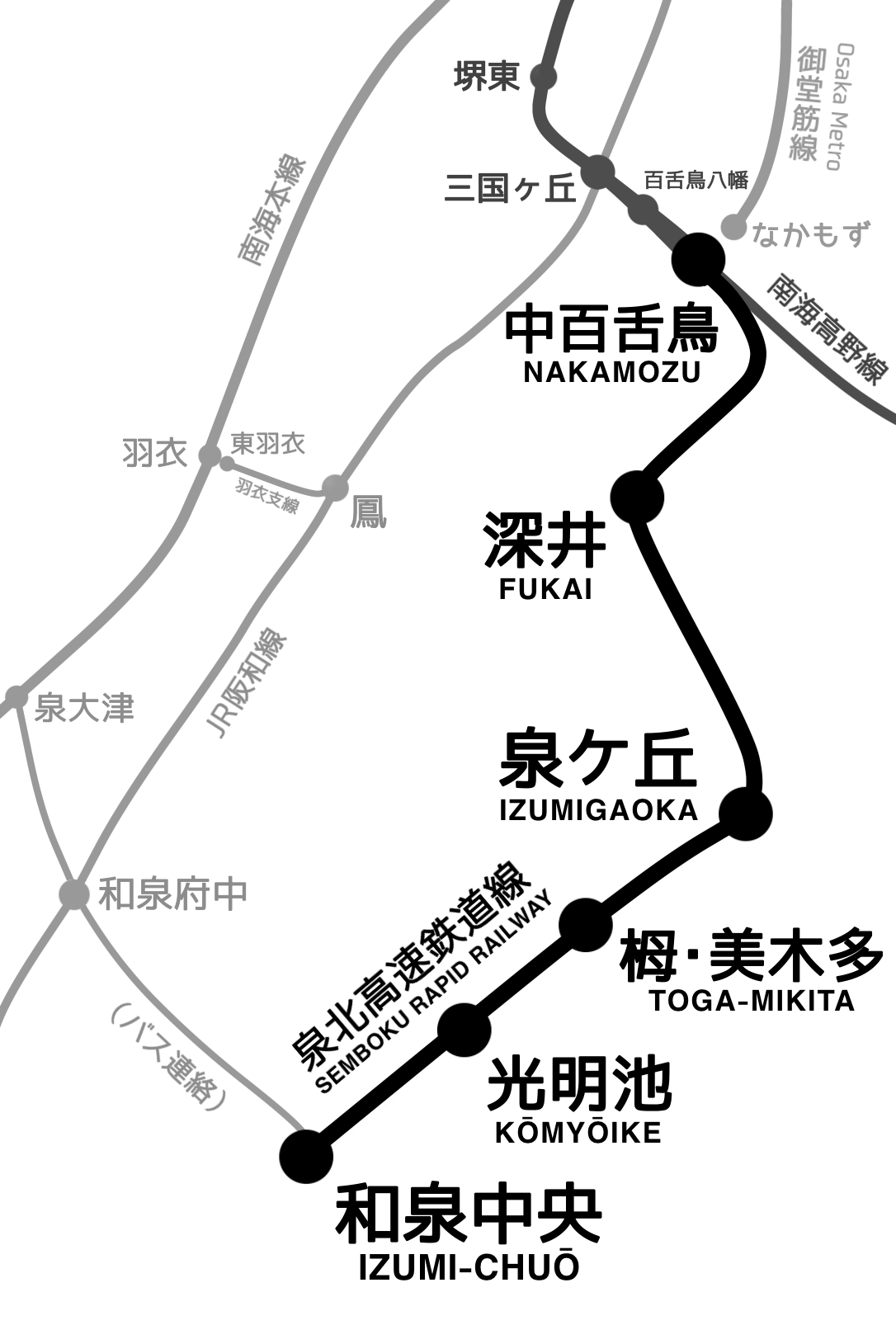
路線図

- 泉北高速鉄道線 中百舌鳥駅 - 和泉中央駅 14.3 km

## 車両基地
- 光明池車庫 - 毎年10月から11月にかけて、鉄道の日にちなんだ車庫内一般公開イベント「せんぼくトレインフェスタ」が休日に1日開催される。

## 車両
泉北高速鉄道線開業からしばらくの間は車両保守業務を南海電気鉄道に委託していたこともあり、南海側が同時期に導入した車両を基本とした車両を導入していた。3000系の台車に開業時の車両100系と同形式のものを採用したり、南海の新車導入が界磁チョッパ制御車の8200系に移行してからも3000系の増備を継続したことから、車両管理上のコストダウンを常に念頭に置いていたことがうかがえる。また、南海に全面委託していた時代は、泉北高速鉄道線に直通しない南海高野線の列車（三日市町以北のみ）にも使用されていた。しかし、5000系以後は南海車の影響から脱したオリジナル設計車となり、7000系の制御装置におけるIGBT素子の採用、7020系の車内における停車駅案内表示用液晶ディスプレイ採用など、南海よりも積極的に新しい技術を採用している。
南海電鉄と共通設計の車両（一部除く）は東急車輛製造（横浜市）と後身の総合車両製作所横浜事業所が、泉北独自設計の車両は川崎重工業（神戸市）が製造している。南海の技術基準に合わせて、開業以来、モーターは三菱電機、制御装置は日立製作所製で統一されている。
南海グループ入り後、南海12000系の泉北仕様車として特急「泉北ライナー」用に12000系が、南海8300系の泉北仕様車として普通列車用に9300系が新造された。
なお、3000系の一部は2012年以降南海に移籍し、同社の3000系として運用を開始した。大手私鉄で廃車になった車両が準大手以下の鉄道会社またはグループの鉄道会社に移籍することはよくあるが（阪急電鉄→能勢電鉄など）、準大手私鉄の車両が大手私鉄に移籍するという非常に珍しい例となった。
1999年から2017年まで、大阪府立大型児童館ビッグバン開館を記念して館長の漫画家松本零士がデザインした同館のイメージキャラクター「ベアル」と「メロウ」が車体に描かれた5000系の特別塗装車を運行し、「クマ電」とも呼ばれていた。2009年6月には同館開館10周年を記念し「ハッピーベアル」という愛称が公募で付けられた。「ハッピーベアル」は2017年10月1日で運行を終了し、翌10月2日から2021年4月頃まで7000系ラッピング車「フロンティア号」が運行されていた。

### 現有車両
特急用車両
- 12000系 - 泉北ライナー用

通勤用車両
- 3000系
- 5000系
- 7000系
- 7020系
- 9300系

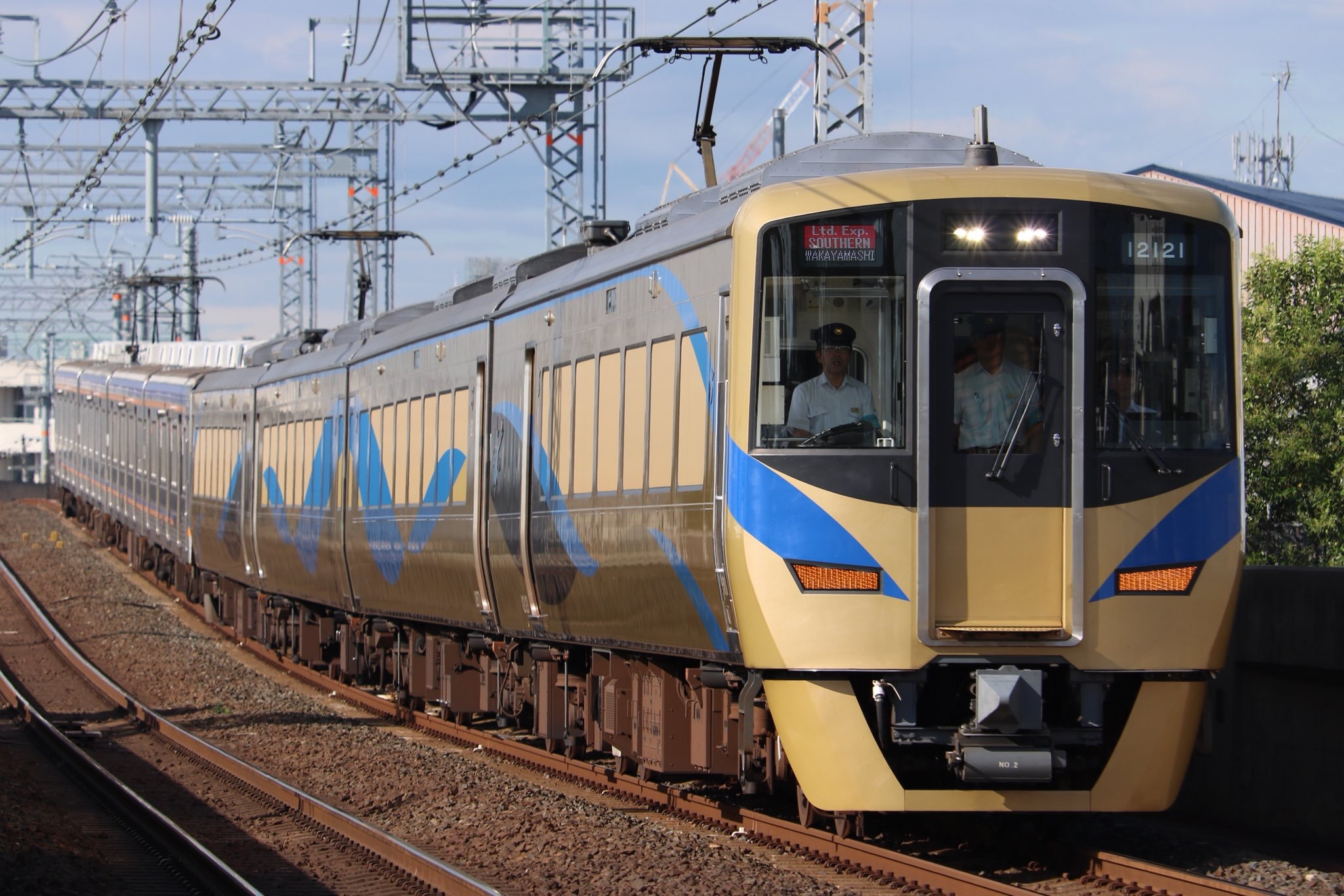
12000系
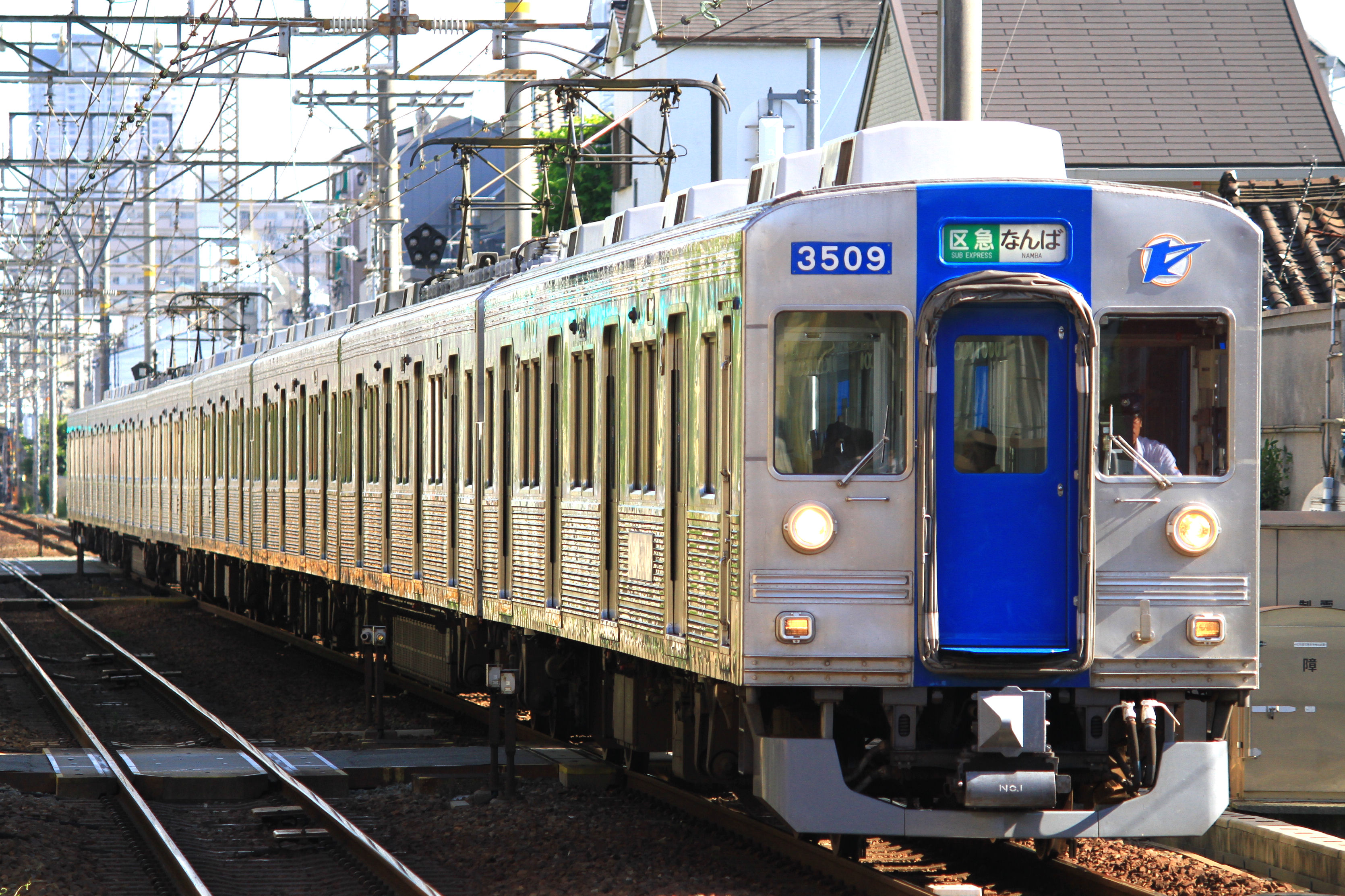
3000系
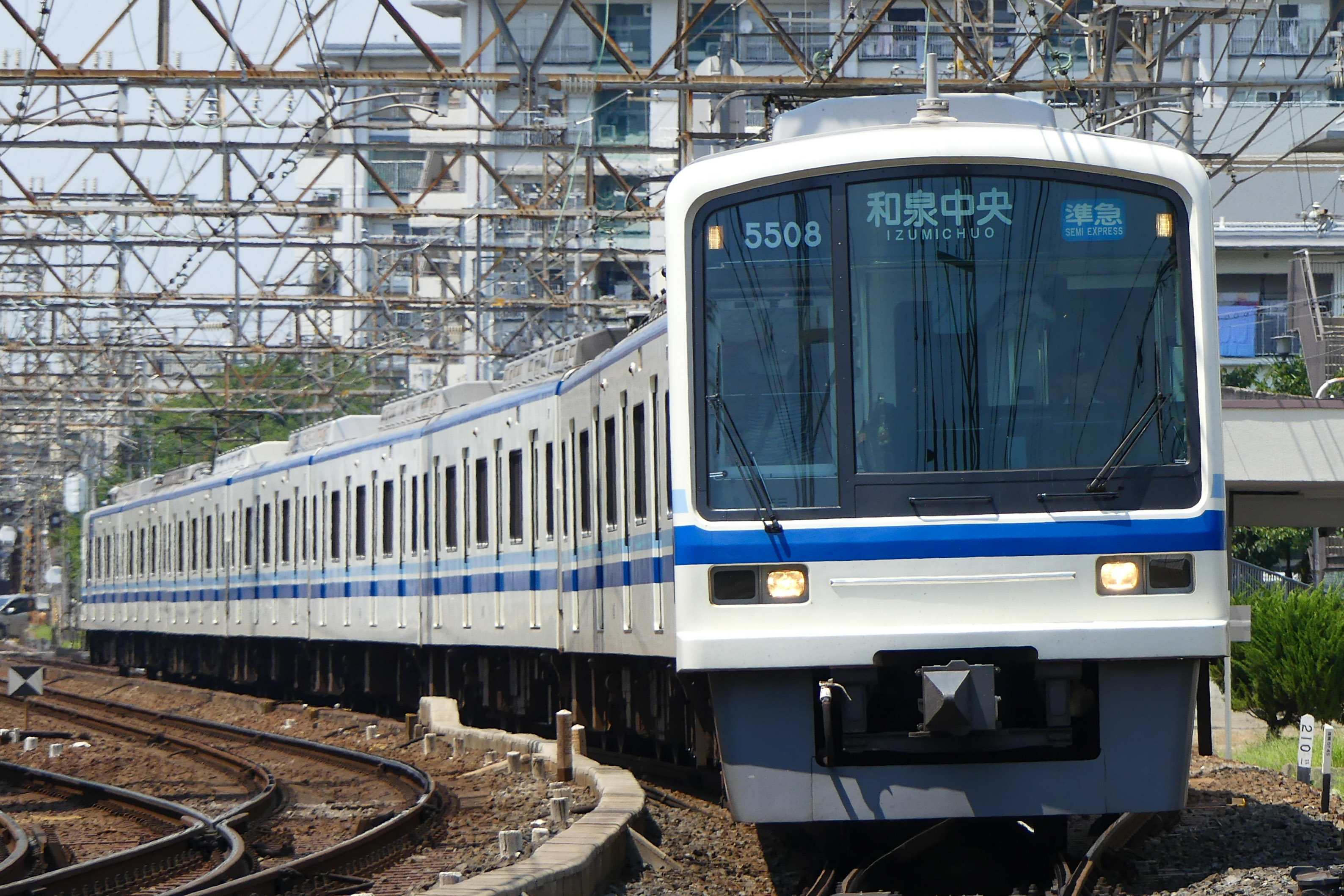
5000系
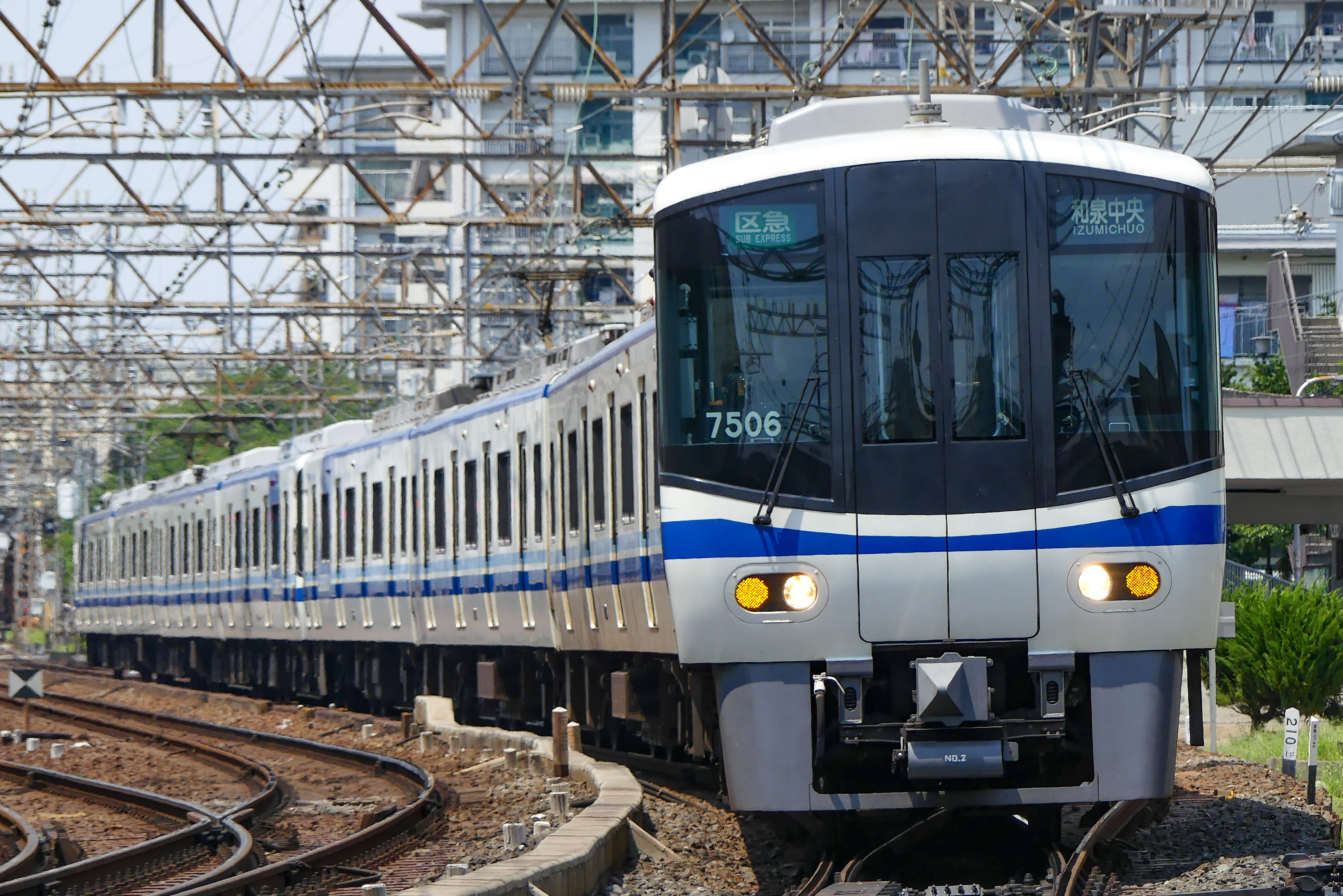
7000系
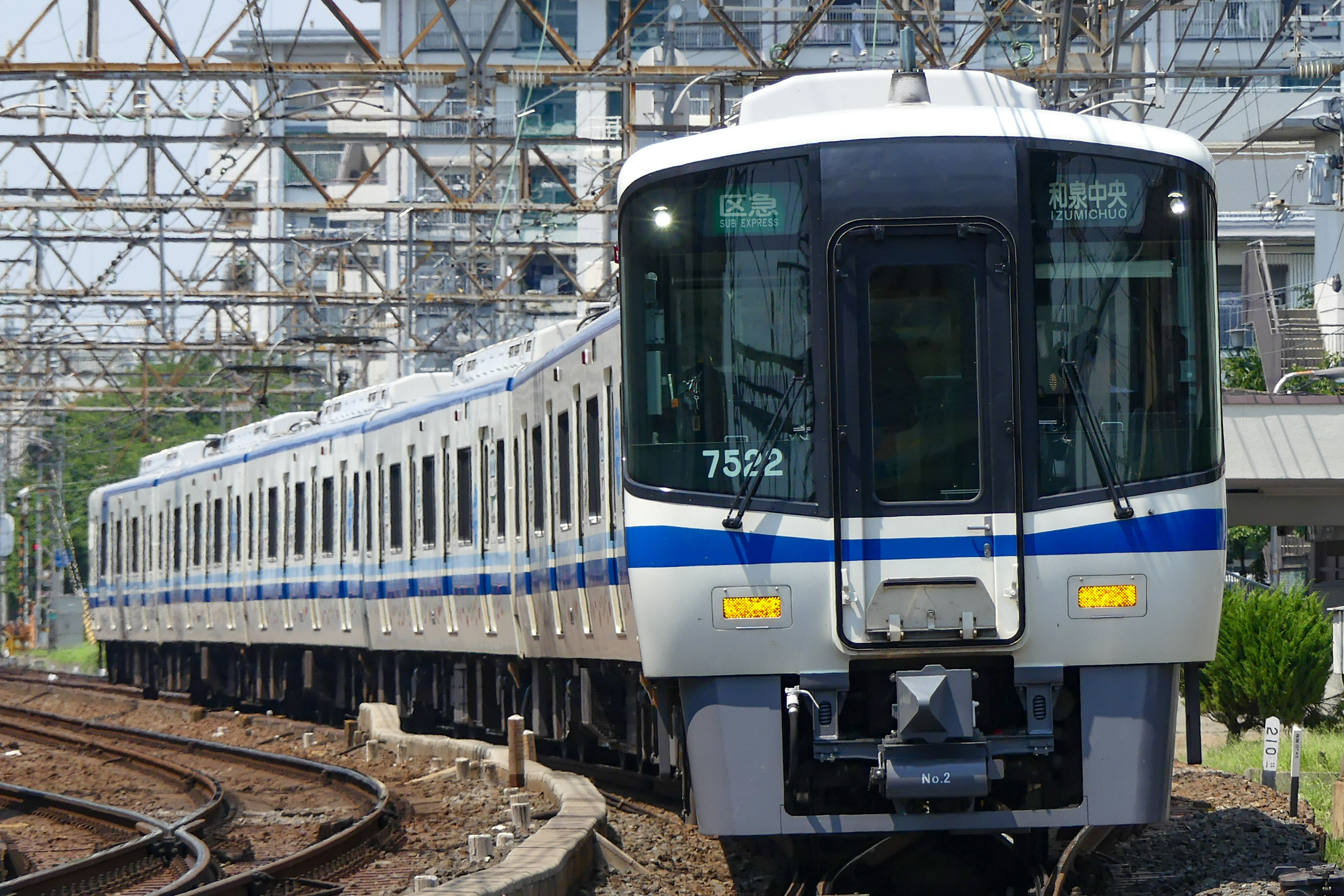
7020系
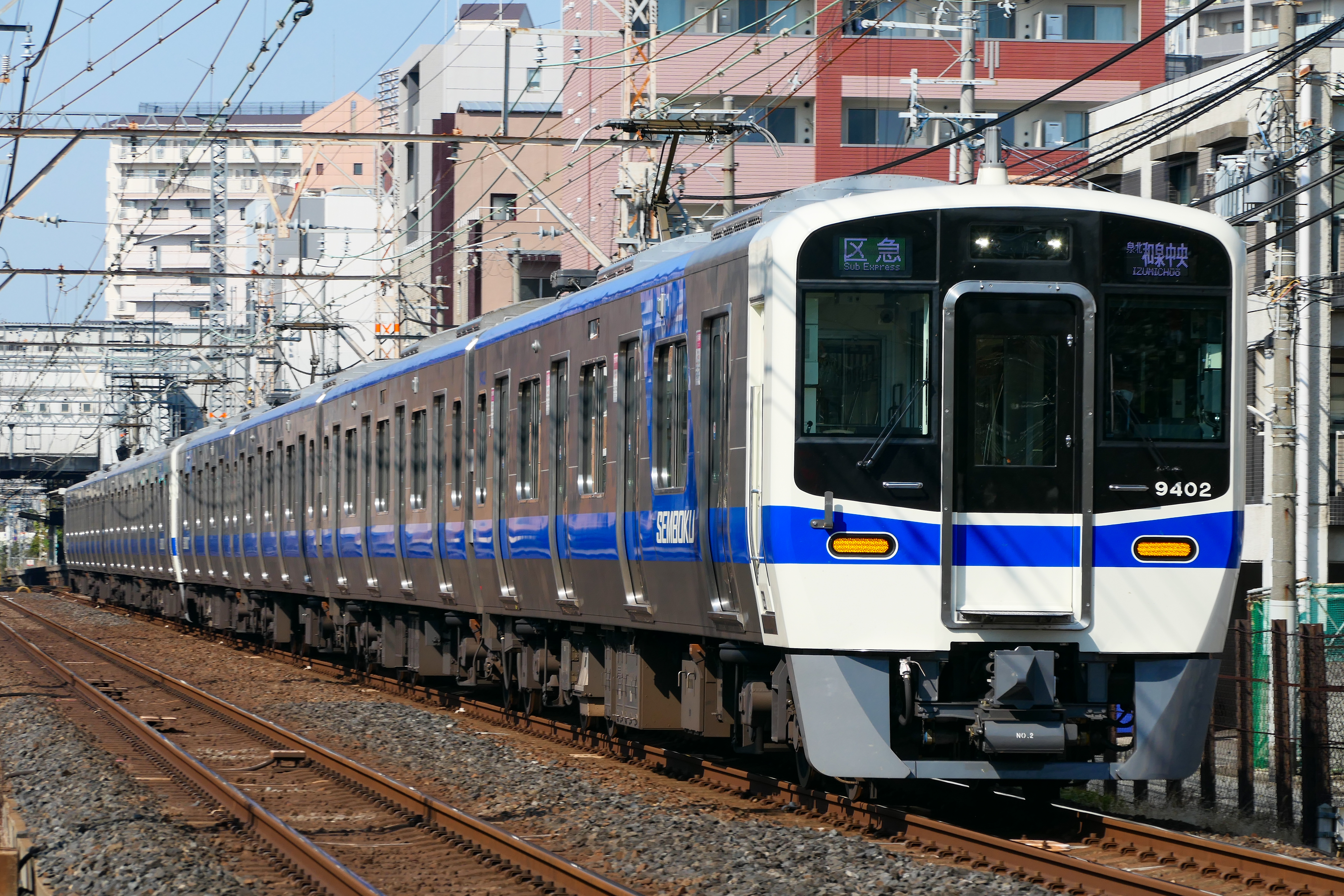
9300系

### 過去の車両
通勤用車両

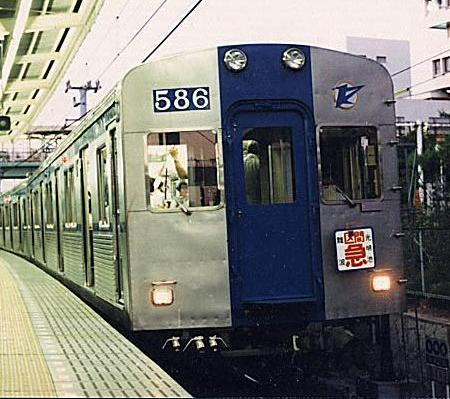
100系

- 100系

## かつて存在したグループ会社
- りんくう国際物流株式会社 - りんくうタウンで輸出入通関、集配送、一時保管、流通加工
- 大阪りんくうホテル株式会社 - りんくうタウンで「全日空ゲートタワーホテル大阪（現・スターゲイトホテル関西エアポート）」を経営
- 泉北鉄道サービス株式会社 - 定期乗車券の発売
- 株式会社大阪府食品流通センター - 大阪府中央卸売市場付設加工食品卸売場（大阪・茨木こだわり食材市場）の運営、2023年10月1日付で泉北高速鉄道に吸収合併[37]
- 泉鉄産業株式会社 - 泉北高速鉄道各駅店舗の管理・運営、広告代理業、2025年4月1日付の吸収合併に伴い南海電気鉄道の子会社へ移行[38]
- 株式会社パンジョ - 泉北タカシマヤをキーテナントとして、123店の専門店を備えたショッピングセンター「パンジョ」を経営